# Majja Doroško
Majja Aleksandrovna Doroško, nella traslitterazione anglosassone Mayya Alexandrovna Doroshko (in russo Майя Александровна Дорошко?; 23 aprile 1999), è una sincronetta russa.

## Palmarès
- Mondiali

Gwangju 2019: oro nella gara a squadre (programma tecnico) e nel libero combinato.
Singapore 2025: bronzo nel duo tecnico e nel duo libero.

### Coppa del Mondo
- 1 podio:
  - 1 vittoria (1 nella gara a squadre)

#### Coppa del mondo - vittorie
| Data           | Luogo    | Paese  | Disciplina  |
| -------------- | -------- | ------ | ----------- |
| 11 aprile 2025 | Soma Bay | Egitto | Duo tecnico |